# 同治苏州府志

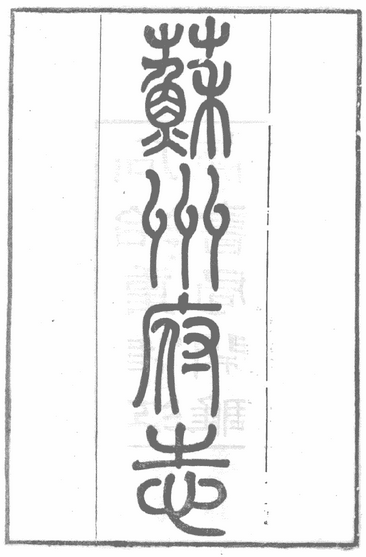
同治苏州府志

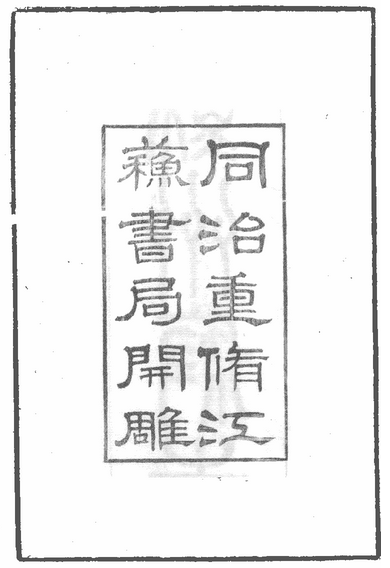
同治重修 江苏数据开雕

同治苏州府志为清代同治年间编修的苏州府志。李铭皖等修，冯桂芬纂。共计八十册，一百五十卷。首三卷。
李铭皖字薇生，河南夏邑人。进士，官资政大夫，苏州知府。冯桂芬字景亭，右春坊右中允。是志始修于同治八年(1869)，因故中辍，至光绪三年(1877)成书。体例仿乾隆志并稍有变通。首载苏州府九邑全图，吴县、长洲县、元和县、崑山县、新阳县、常熟县、昭文县、苏城及太湖等十二图，康熙、乾隆十二次南巡及御制诗文三卷。

## 重修年份及题序作者
- 《苏州府志》，清馮桂芬[2]

  - 序1：光绪七年四月，吴元炳，抚吴使者
  - 序2：光绪七年九月，浠川 毕保厘，知苏州府事
  - 序3：光绪八年二月，谭钧培，江苏布政使